# Larga Vista
Larga Vista és una concentració de població designada pel cens dels Estats Units a l'estat de Texas. Segons el cens del 2000 tenia 742 habitants.

## Demografia
Segons el cens del 2000, Larga Vista tenia 742 habitants, 180 habitatges, i 167 famílies. La densitat de població era de 372,1 habitants/km².
Dels 180 habitatges en un 60,6% hi vivien nens de menys de 18 anys, en un 75,6% hi vivien parelles casades, en un 11,1% dones solteres, i en un 7,2% no eren unitats familiars. En el 6,7% dels habitatges hi vivien persones soles l'1,7% de les quals corresponia a persones de 65 anys o més que vivien soles. El nombre mitjà de persones vivint en cada habitatge era de 4,12 i el nombre mitjà de persones que vivien en cada família era de 4,31.
Per edats la població es repartia de la següent manera: un 38,7% tenia menys de 18 anys, un 12,9% entre 18 i 24, un 29,6% entre 25 i 44, un 13,5% de 45 a 60 i un 5,3% 65 anys o més.
L'edat mediana era de 24 anys. Per cada 100 dones de 18 o més anys hi havia 92 homes.
La renda mediana per habitatge era de 23.313 $ i la renda mediana per família de 25.179 $. Els homes tenien una renda mediana de 20.119 $ mentre que les dones 12.386 $. La renda per capita de la població era de 7.051 $. Aproximadament el 25,3% de les famílies i el 29,1% de la població estaven per davall del llindar de pobresa.

## Poblacions més properes
El següent diagrama mostra les poblacions més properes.